# Hylaeus illinoisensis
Hylaeus illinoisensis is een vliesvleugelig insect uit de familie Colletidae. De wetenschappelijke naam van de soort is voor het eerst geldig gepubliceerd in 1896 door Robertson.